# La Torre de Fontaubella
La Torre de Fontaubella ist eine Gemeinde im Süden Kataloniens mit 119 Einwohnern (Stand: 2024) und liegt in der Provinz Tarragona und der Comarca Priorat. 

## Lage
La Torre de Fontaubella liegt etwa 31 Kilometer westlich von Tarragona in einer Höhe von ca. 370 m. 

## Bevölkerungsentwicklung
| Jahr      | 1970 | 1981 | 1991 | 2001 | 2011 | 2021 |
| Einwohner | 114  | 82   | 79   | 129  | 140  | 128  |

## Sehenswürdigkeiten

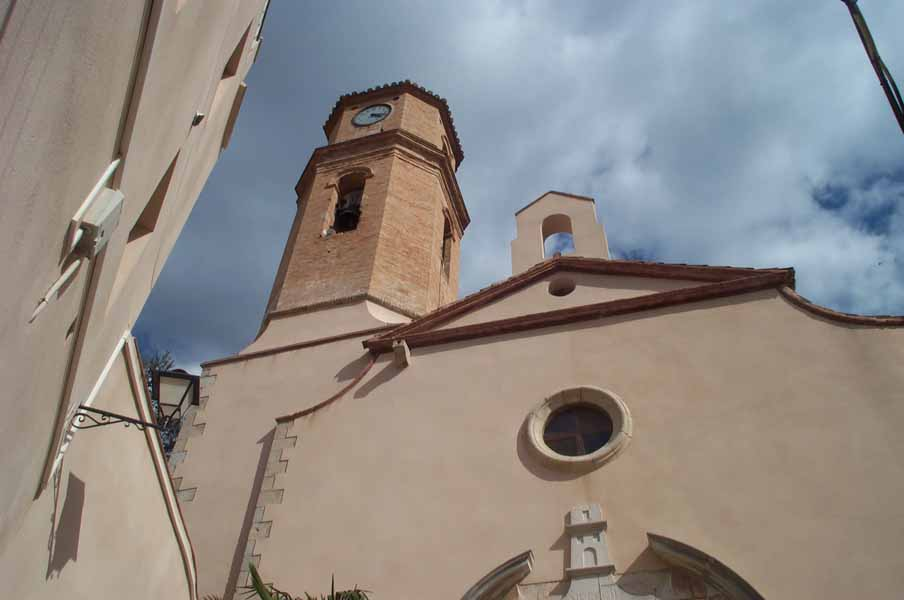
Marienkirche

- Marienkirche